# Hieracium hemidiaphanum
Hieracium hemidiaphanum es una especie de planta con flor del género Hieracium, de la familia Asteraceae, orden Asterales.

## Distribución
Hieracium hemidiaphanum se distribuye por Suecia y Finlandia.

## Taxonomía
Fue descrita científicamente por (Dahlst.) Brenner.
Tratamiento taxonómico
La especie aparece registrada y publicada en Acta Soc. Fauna Fl. Fenn.